# Sibel Kekilli
Sibel Kekilli (ur. 16 czerwca 1980 w Heilbronn) – niemiecka aktorka pochodzenia tureckiego.

## Życiorys
Urodziła się i wychowywała w Heilbronn, w południowo-zachodnich Niemczech, w kraju związkowym Badenia-Wirtembergia. Jej rodzice wyemigrowali z Turcji do Niemiec w 1977 roku.
Po ukończeniu szkoły z oceną celującą, w wieku 16 lat rozpoczęła 30-miesięczną naukę zawodu, aby zostać certyfikowanym specjalistą administracji publicznej w lokalnej administracji miejskiej. Potem przez dwa lata była asystentką w administracji w urzędzie miejskim w Heilbronn. Następnie przeniosła się do Essen, gdzie pracowała jako porządkowa (pot. wykidajło), sprzątaczka, kelnerka, menedżerka klubów nocnych i ekspedientka. W latach 2001–2002 pod pseudonimem Dilara występowała w filmach pornograficznych.
Popularna dzięki głównej roli w niemieckim filmie Głową w mur nagrodzonym w 2004 nagrodą Złotego Niedźwiedzia na festiwalu filmowym w Berlinie oraz występom w serialu HBO Gra o tron.

## Nagrody i wyróżnienia
- 2004: Lola – Najlepsza aktorka – Głową w mur
- 2004: Bambi – Best „Shooting Star” – Głową w mur
- 2006: Golden Orange Prize – Najlepsza aktorka – Eve Dönüş
- 2010: Lola – Najlepsza aktorka – Die Fremde
- 2010: Tribeca Prize – Najlepsza aktorka – Die Fremde

## Wybrana filmografia

### Filmy fabularne
- 2004: Głową w mur jako Sibel Güner
- 2010: Obca (Die Fremde) jako Umay
- 2012: Die Männer der Emden jako Salima Bey

### Seriale TV
- od 2010: Tatort jako Sarah Brandt
- 2011–2014: Gra o tron jako Shae